# مایکل جکسون (نویسنده)
مایکل جیمز جکسون (۲۷ مارس ۱۹۴۲ – ۳۰ اوت ۲۰۰۷) نویسنده و روزنامه‌نگار انگلیسی بود. او نویسندهٔ کتاب‌های تأثیرگذار بسیاری دربارهٔ آبجو و ویسکی بود. جکسون به‌طور منظم برای چندین روزنامهٔ قطع بزرگ مقاله می‌نوشت، به‌ویژه برای ایندیپندنت و آبزرور.
کتاب‌های جکسون بیش از سه میلیون نسخه در سراسر جهان فروخته‌اند و به ۱۸ زبان ترجمه شده‌اند. او را از پیشگامان آغاز رنسانس علاقه‌مندی به آبجو و کارخانه‌های آبجوسازی در دههٔ ۱۹۷۰، به‌ویژه در ایالات متحده، می‌دانند. همچنین او را به‌طور گسترده‌ای مروج ایدهٔ سبک‌های آبجو می‌دانند. مجموعهٔ تلویزیونی تأثیرگذار او با عنوان شکارچی آبجو در پانزده کشور به نمایش درآمد.
او همان‌قدر که در زمینهٔ ویسکی مالت تبحر داشت، در زمینهٔ آبجو نیز آگاه بود. کتاب او با عنوان راهنمای ویسکی مالت مایکل جکسون که در سال ۱۹۸۹ منتشر شد، پرفروش‌ترین کتاب در این زمینه در جهان بود.
جکسون کمی بیش از یک دهه پیش از مرگش به بیماری پارکینسون مبتلا شد. او تا زمانی که علائم بیماری‌اش باعث شد برخی گمان کنند مست است، بیماری خود را علنی نکرد.

## زندگی
جکسون در وتربی، در بخش غربی یورکشایر متولد شد. پدر او نام خانوادگی یهودیان لیتوانیایی خود، یاکوویتز، را به جکسون تغییر داده بود. خانواده پس از جنگ جهانی دوم به لیدز نقل مکان کردند.  او در دبیرستان گرامر کینگ جیمز، آلموندبری تحصیل کرد و به روزنامه‌نگاری روی آورد؛ به‌ویژه در ادینبرو که نخستین‌بار در آنجا با ویسکی آشنا شد. پس از بازگشت به لندن، مدتی کوتاه سردبیر مجلهٔ تخصصی تبلیغات کمپین بود.
مایکل جکسون در سال ۱۹۷۷، زمانی که کتابش با عنوان راهنمای جهانی آبجو برای نخستین‌بار منتشر شد، در محافل آبجوشناسی شناخته شد. این کتاب بعدها به بیش از ۱۰ زبان ترجمه شد و هنوز هم یکی از منابع بنیادی در این حوزه به‌شمار می‌رود. نظریهٔ مدرن سبک‌های آبجو تا حد زیادی برگرفته از همین کتاب است، که در آن جکسون انواع مختلفی از آبجوهای جهان را بر اساس سبک‌های محلی که از سنت‌ها و نام‌گذاری‌های بومی الهام گرفته‌اند، دسته‌بندی کرده‌ است.
آثار جکسون تأثیر ویژه‌ای بر ترویج فرهنگ آبجوسازی در آمریکای شمالی داشت و در سال ۱۹۸۹ مجموعه‌ای تلویزیونی با عنوان شکارچی آبجو را اجرا کرد که از کانال ۴ در بریتانیا و شبکهٔ تلویزیونی دیسکاوری پخش می‌شد. این مجموعه شامل چندین قسمت بود که در هر یک، جکسون به کشور متفاوتی سفر می‌کرد. در برخی قسمت‌ها، بشکه‌های آبجو با قیر پوشانده می‌شدند یا کارگران ریخته‌گری در شرایط داغ کاری، آبجوی «سبک» می‌نوشیدند تا عطش خود را فرو بنشانند—رویه‌هایی که جکسون می‌دانست احتمالاً به‌زودی منسوخ خواهند شد.
جکسون آبجو را بخشی از فرهنگ می‌دانست و آن را در بستر فرهنگی‌اش توصیف می‌کرد. اگرچه او به سراسر جهان سفر کرد و با فرهنگ‌های گوناگون آبجو آشنا شد، علاقهٔ ویژه‌ای به آبجوهای بلژیکی داشت. در سال ۱۹۹۷، به‌پاس نقش مهم او در موفقیت بین‌المللی آبجوهای بلژیکی، به‌عنوان افسر افتخاری در محفل ریدرشاپ ون د رورستوک منصوب شد—افتخاری که پیش‌تر فقط به آبجوسازان تعلق می‌گرفت.
در سال ۱۹۹۸، جکسون مجموعه‌ای شامل چهار لیوان آبجو با نام «مجموعهٔ بزرگ لیوان‌های آبجوی مایکل جکسون» طراحی و عرضه کرد؛ هر لیوان برای نوع خاصی از آبجو بود که شرکت کریستال ریتزنوف آنها را تولید می‌کند. اندکی پس از آن، جکسون به راه‌اندازی و همکاری با تنها باشگاه آبجویی که آن را تأیید کرده بود کمک کرد: باشگاه آبجوهای کمیاب مایکل جکسون.
جکسون منتقد ویسکی نیز بود. در کتابش با عنوان راهنمای ویسکی مالت،  تعداد زیادی ویسکی را بررسی کرده و به آن‌ها از ۰ تا ۱۰۰ نمره داده بود، و تنها آن‌هایی که امتیازی بالاتر از هفتاد و پنج داشتند را شایستهٔ خرید می‌دانست. او موفق به دریافت نشان "استاد کاوِچ" شد. جکسون افزون بر فعالیت‌هایش به‌عنوان روزنامه‌نگار و منتقد، از طرفداران راگبی ۱۳ نفره نیز بود.
او در دسامبر ۲۰۰۶ آشکار کرد که بیش از یک دهه پیش به بیماری پارکینسون مبتلا شده است. او همچنین به دیابت نیز مبتلا بود. جکسون صبح روز ۳۰ اوت ۲۰۰۷ در سن ۶۵ سالگی در خانه‌اش بر اثر سکتهٔ قلبی درگذشت.  از او دوست‌دخترش پدی گانینگهام، که ۲۶ سال با وی زندگی کرده بود، به‌جا ماند، به‌همراه دختر او و نوه‌هایشان.

## جوایز
- جایزهٔ آندره سیمون
- جایزه گلنفیدیک، جایزه‌ای بریتانیایی برای نویسندگان حوزهٔ آشپزی
- افسر افتخاری محفل ریدرشاپ ون د رورستوک، جایزه‌ای بلژیکی
- جام زرین انجمن نویسندگان آبجو بریتانیا، به‌پاس تولید لوح‌های فشرده
- ستون‌نویس سال از سوی انجمن نویسندگان آبجوی آمریکای شمالی
- جایزهٔ بنیاد جیمز بیرد، سال ۲۰۰۶[۱۷]
- نگهدارنده و استاد «کویچ»، از جوایز صنعت ویسکی اسکاتلند
- دارندهٔ «هاریکا» (فنلاندی: Haarikanhaltija) در سال ۱۹۹۵، جایزهٔ انجمن ساهتی
- جایزهٔ افتخار مؤسسهٔ مطالعات تخمیر (ایالات متحده)؛ نخستین دریافت‌کنندهٔ این جایزه
- داور افتخاری سطح استاد در برنامهٔ گواهی داوری آبجو